# Bill Buxton
William Arthur Stewart "Bill" Buxton (Edmonton, Canadá, 10 de março de 1949) é um cientista da computação e designer. Atualmente ocupa o cargo de pesquisador-chefe na Microsoft Research. É conhecido por ser um dos pioneiros no campo interação humano–computador.

## Carreira
Bill Buxton recebeu diploma de bacharel em música pela Queen's University em 1973 and o título de mestre em ciência da computação pela University of Toronto em 1978.
As contribuições científicas de Bill Buxton incluem a aplicação da Lei de Fitts a interação humano-computador e a invenção e análise da tecnologia marking menu (junto com Gordon Kurtenbach). Ele foi pioneiro no desenvolvimento das interfaces multi-touch, enquanto trabalhava no Dynamics Graphics Project na University of Toronto. Recentemente, ele se tornou ainda conhecido por seu livro Sketching User Experiences: Getting the Design Right and the Right Design (Morgan Kaufmann, 2007).
Bill Buxton é a colunista frequente na BusinessWeek. Antes de se juntar à Microsoft Research, ele foi chief scientist na Alias Wavefront e SGI, e professor na University of Toronto.
Em 2008, ele recebeu o SIGCHI Lifetime Achievement Award  por suas muitas contribuições fundamentais para o campo de interação humano-computador field.

## Honras e prêmios
- Eleito para CHI Academy (2002)
- SIGCHI Lasting Impact Award (2004)
- SIGCHI Lifetime Achievement Award (2008)
- Doutor em Design Honoris Causa pela Ontario College of Art and Design, Toronto, Ontario (2007)
- Fellow da Association for Computing Machinery (2008)
- DoctorHonoris Causa pela Queen's University, Kingston, Ontario (2009)
- Doutor em Design Industrial Honoris Causa pela Technical University of Eindhoven, Países Baixos (2010)